# Walter Braunfels

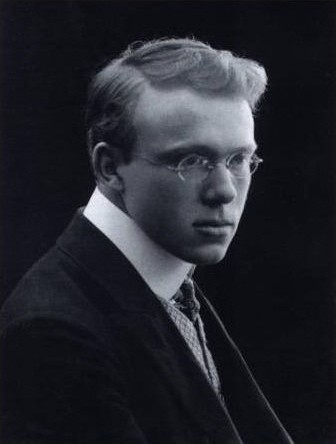
Walter Braunfels (1902)

Walter Braunfels (* 19. Dezember 1882 in Frankfurt am Main; † 19. März 1954 in Köln) war ein deutscher Komponist, Musikpädagoge und Pianist.

## Leben
Walter Braunfels wurde als jüngster Sohn einer kunstinteressierten Familie in Frankfurt geboren. Sein Vater war der Jurist und Literaturwissenschaftler Ludwig Braunfels, der vom Judentum zum evangelischen Glauben übergetreten war. Seine Mutter Helene Spohr war eine Großnichte des Komponisten Louis Spohr und mit Clara Schumann und Franz Liszt befreundet.
Den ersten musikalischen Unterricht erhielt Walter Braunfels bereits frühzeitig von seiner Mutter. Im Alter von 12 Jahren setzte er seine Ausbildung am Hoch’schen Konservatorium in Frankfurt fort. Später nahm er ein Studium der Rechtswissenschaften und Wirtschaft an der Universität München auf. Um 1902 ging er nach Wien, um sich bei Theodor Leschetizky als Pianist ausbilden zu lassen. Wieder in München, studierte er Komposition bei Ludwig Thuille. 1909 heiratete er Bertel von Hildebrand, die jüngste Tochter des Bildhauers Adolf von Hildebrand und frühere Verlobte Wilhelm Furtwänglers. Von den vier Kindern des Paares machten sich besonders Wolfgang Braunfels als Kunsthistoriker sowie Michael Braunfels als Musiker einen Namen. Der Architekt Stephan Braunfels ist ein Enkel von Walter Braunfels.
Nach dem Erfolg seiner fantastischen Oper Prinzessin Brambilla, die 1909 unter der Leitung von Max von Schillings in Stuttgart uraufgeführt wurde, lobte man Braunfels als zukunftsweisenden Vertreter der Neuen Musik. Die 1913 ebenfalls in Stuttgart uraufgeführte Oper Ulenspiegel hatte dagegen nur mäßigen Erfolg.
Im Ersten Weltkrieg wurde Braunfels 1915 zum Militärdienst eingezogen und 1917 bei einem Fronteinsatz verwundet. Nach seiner Heimkehr aus dem Krieg konvertierte der Protestant zum Katholizismus. Das religiöse Bekenntnis war wohl auch der Hauptgrund, seine deutlich antikatholische Oper Ulenspiegel zurückzuziehen. Die Konversion schlug sich später auch in zahlreichen seiner Kompositionen nieder, wie dem Te Deum (op. 32) und der Großen Messe (op. 37). Es folgten mehrere Jahre, in denen er erfolgreich als Pianist auftrat. Im Jahre 1925 wurde er gemeinsam mit Hermann Abendroth zum Direktor der neu gegründeten Hochschule für Musik in Köln berufen. Am 2. Mai 1933, gleich zu Beginn der nationalsozialistischen Diktatur, wurde er als sogenannter „Halbjude“ durch ministerielle Anweisung aller Ämter enthoben. Seine Werke durften nicht mehr aufgeführt werden. 1934 wurde er aus der Berliner Akademie der Künste, 1938 aus der Reichsmusikkammer ausgeschlossen. Braunfels blieb jedoch in Deutschland, ging in die innere Emigration und widmete sich der Komposition.
Ab dem Jahr 1937 lebte er am Bodensee in der Nähe von Überlingen in Süßenmühle. Der Walter-Braunfels-Weg in Überlingen wurde 1983 nach ihm benannt.
Nach dem Zweiten Weltkrieg wurde er 1946 vom damaligen Kölner Oberbürgermeister Konrad Adenauer mit der Aufgabe betraut, die Musikhochschule erneut ins Leben zu rufen. Im Jahre 1947 wurde er ein weiteres Mal zum Rektor der Hochschule berufen. Alte „Seilschaften“ von Musikern aus der Zeit des Nationalsozialismus, die im Amt geblieben waren, erschwerten ihm die Arbeit. 1950 ging er in den Ruhestand, zurück an den Bodensee.
Zu seinen Schülern gehören die Komponisten Carlos Veerhoff und Hermann Schroeder und der Dirigent und Musikwissenschaftler Frithjof Haas.

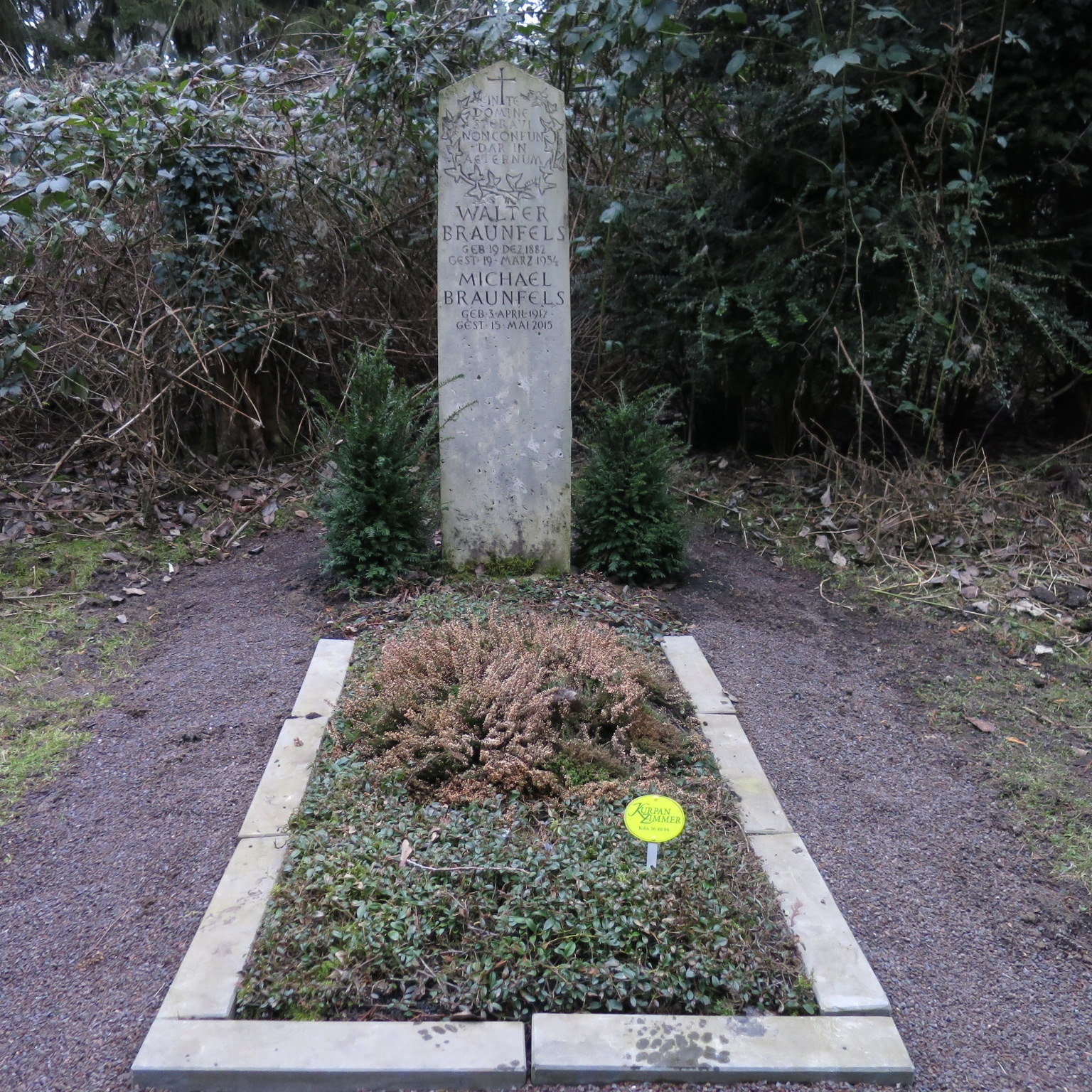
Grab von Walter und Michael Braunfels auf dem Kölner Südfriedhof

Die Grabstätte von Walter Braunfels befindet sich auf dem Kölner Südfriedhof (Flur 43).

## Schaffen
Braunfels’ kompositorisches Schaffen ist umfangreich und sehr vielfältig. Es umfasst zahlreiche Opern, Orchesterwerke, Chöre, Lieder, Kammermusik und Werke für Klavier. Seinen großen Durchbruch als Komponist erlebte er in den 1920er Jahren mit seiner Oper Die Vögel. Zu dieser Zeit zählte er neben Franz Schreker und Richard Strauss zu den herausragenden und meistgespielten deutschen Opernkomponisten. Berühmte Dirigenten seiner Zeit führten seine Kompositionen auf, so Bruno Walter, Wilhelm Furtwängler und Otto Klemperer. Braunfels sah sich selbst als spätromantisch-traditionellen Komponisten in der Nachfolge von Hector Berlioz, Richard Wagner, Anton Bruckner und Hans Pfitzner. Seine Tonsprache zeichnen vor allem stark durchchromatisierte, bis an die Grenzen der Tonalität getriebene Harmonien aus. Eine sehr breite Ausdruckspalette reicht von asketischer Sparsamkeit über ironische und groteske Wendungen wie bei Kurt Weill, Anklänge an den Neoklassizismus bis hin zu ekstatischen Ausbrüchen. Nach dem Zweiten Weltkrieg wurde sein Stil von den Vertretern der musikalischen Avantgarde als nicht mehr zeitgemäß empfunden. So geriet der Komponist nach seinem Tod in Vergessenheit. Erst in den 1990er Jahren wurden seine Werke in größerem Maße für das Musikleben wiederentdeckt. Die Oper Ulenspiegel, von der er sich distanziert hatte, wurde erst 2011 in Gera zum ersten Mal nach der Uraufführung wieder auf die Bühne gebracht (in der Ausstattung von Stephan Braunfels), 2014 gab es beim Brucknerfest in Linz eine vielbeachtete Aufführung durch das Ensemble der Vereinigung EntArteOpera, die sich der Wiederaufführung von Werken widmet, die von den Nationalsozialisten als „entartet“ gebrandmarkt wurden.
Er komponierte auch das Märchenspiel Der gläserne Berg.

## Werke (Auswahl)
- Opern
  - Falada, Märchenoper nach Karl Wolfskehl, op. 3 (1905)
  - Der goldene Topf, Oper nach E. T. A. Hoffmann (Fragment), op. 6 (1906)
  - Prinzessin Brambilla, op. 12, Phantasiestück nach E. T. A. Hoffmann (1906–1908), UA Stuttgart 1909
  - Ulenspiegel, op. 23, Oper nach Charles de Costers Roman Die Legende und die heldenhaften, fröhlichen und ruhmreichen Abenteuer von Ulenspiegel und Lamme Goedzak, UA Stuttgart 1913
  - Die Vögel, op. 30, lyrisch-phantastisches Spiel nach Aristophanes (1913–1919), UA München 1920
  - Don Gil von den grünen Hosen, op. 35, Musikalische Komödie nach Tirso de Molina (1921–1923), UA München 1924
  - Galathea, op. 40, griechisches Märchen nach Sylvia Baltus (1924–1929), UA Köln 1930
  - Verkündigung, op. 50, Mysterium nach Paul Claudel (1933–1937), UA Köln 1948
    - L’Annonce faite à Marie (1933–1935), 2011–2013 Rekonstruktion der französischen Urfassung von Paul Claudel durch Martin Wettges[4]

  - Der Traum ein Leben, op. 51, Oper nach Franz Grillparzer (1934–1937)
  - Jeanne d’Arc – Szenen aus dem Leben der Heiligen Johanna, op. 57, Oper nach den Prozessakten (1939–1943), UA 2001 (konzertant), 2008 (szenisch)
  - Der Zauberlehrling, op. 71, Tanzballade für das Fernsehen nach Johann Wolfgang von Goethe (1951–1952)
  - Spiel von der Auferstehung des Herrn, op. 72, basierend auf dem Alsfelder Passionsspiel (um 1500) (1938/1954), UA 1954
- Schauspielmusik
  - Was ihr wollt, op. 11 (1909)
  - Macbeth, op. 14 (1909)
- Konzertante Werke
  - Hexensabbat für Klavier und Orchester, op. 8 (1906)
  - Konzert für Orchester und Klavier A-Dur, op. 21 (1911)
  - Konzert für Orgel, Streicher, Blechbläser und Knabenchor, op. 38 (1927)
  - Schottische Phantasie für Viola und Orchester, op. 47 (1933)
  - Tag und Nachtstücke für oblig. Klavier und Orchester, posthum, vormals op. 44 (1933–34)
  - Konzertstück für Klavier und Orchester cis-Moll, op. 64 (1946)
  - Sinfonia concertante (Konzert für Solo-Violine, Solo-Viola, 2 Hörner und Streichorchester), op. 68 (1948)
  - Hebridentänze für Klavier und Orchester, op. 70 (1951)
- Orchesterwerke
  - Symphonische Variationen über ein altfranzösisches Kinderlied, op. 15 (1909)
  - Ariels Gesang für kleines Orchester, op. 18 (1910)
  - Serenade für kleines Orchester Es-Dur, op. 20 (1910)
  - Carnevals-Ouvertüre, op. 22 (1911)
  - Phantastische Erscheinungen eines Themas von Berlioz, op. 25 (1914–1917)
  - Don-Juan-Variationen, op. 34 (1922–1924)
  - Präludium und Fuge, op. 36 (1922–1925)
  - Der gläserne Berg, op. 39/1 (1928), Suite für kleines Orchester
  - Divertimento für Radio-Orchester op. 42 (1929)
  - Sinfonia Brevis f-Moll, op. 69 (1948)
- Chorwerke
  - Offenbarung Johannis (Kapitel VI) für Tenor-Solo, Doppelchor und großes Orchester, op. 17 (1909)
  - Te Deum für Sopran, Tenor, gemischten Chor, großes Orchester und Orgel, op. 32 (1920/1921)
  - Große Messe für Sopran, Alt, Tenor, Bass, Knabenchor, gemischten Chor, Orgel und großes Orchester, op. 37 (1923–1926); UA: 22. März 1927, Kölner Gürzenich-Konzerte
  - Der gläserne Berg, Weihnachtsmärchen, op. 39 (1928)
  - Weihnachtskantate für Sopran, Bariton, Chor und Orchester, op. 52 (1934–1937)
  - Passionskantate für Bariton, Chor und Orchester, op. 54 (1936–1940)
- Kammermusik
  - Toccata, Adagio und Fugue, op. 43 (1933–1942)
  - Streichquartett Nr. 1 a-Moll, op. 60 (1944)
  - Streichquartett Nr. 2 F-Dur, op. 61 (1944)
  - Streichquintett fis-Moll, op. 63 (1945)
  - Streichquartett Nr. 3 e-Moll, op. 67 (1947)
- Vokalwerke
  - Drei chinesische Gesänge, op. 19 (1914) für hohe Stimme und Orchester
  - Auf ein Soldatengrab, op. 26 (1915) für Bariton und Orchester nach Hermann Hesse
  - Zwei Hölderlin-Gesänge, op. 27 (1916–1918) für Bariton und Orchester nach Friedrich Hölderlin
  - „Die Gott Minnende Seele“, op. 53 (1935–1936) für Sopran und Kammerorchester nach Gedichten von Mechthild von Magdeburg
  - Romantische Gesänge, op. 58 (1918/1942) für Sopran und Orchester nach Gedichten von Clemens Brentano und Joseph von Eichendorff
  - Der Tod der Kleopatra, op. 59 (1944) für Sopran und Orchester
  - Von der Liebe süß’ und bittre Frucht, op. 62 (1945), japanische Lieder für Sopran und Orchester
- Sonstiges
  - Märchenspiel Der gläserne Berg.[3]

## Diskographie (Auswahl)
- Orgelkonzert & Orchestervariationen, Iveta Apkalna, Münchner Symphoniker, Hansjörg Albrecht. Oehms Classics, OC 411, 2012.[5]
- String Quartets Nos. 1-3 & String Quintet, Minguet Quartett, Jens Peter Maintz. Universal Music/DG, 2022.